# 廣平省
廣平省（越南语：／）是原越南中北沿海地區的一个省，省莅洞海市。

## 地理
广平省北接河靜省，南接廣治省，西邻老挝，東臨南中国海。距離北方的河內500公里、南方的胡志明市1200公里。廣平省背靠長山山脈，西接老撾，東臨北部灣，從海邊到老撾邊界大概40到50公里。境內有日麗江（建江和隆代江是主要支流）、洊江、淨江、里和江等主要河流。廣平省和河靜省被橫山山脈自然分開。

## 歷史

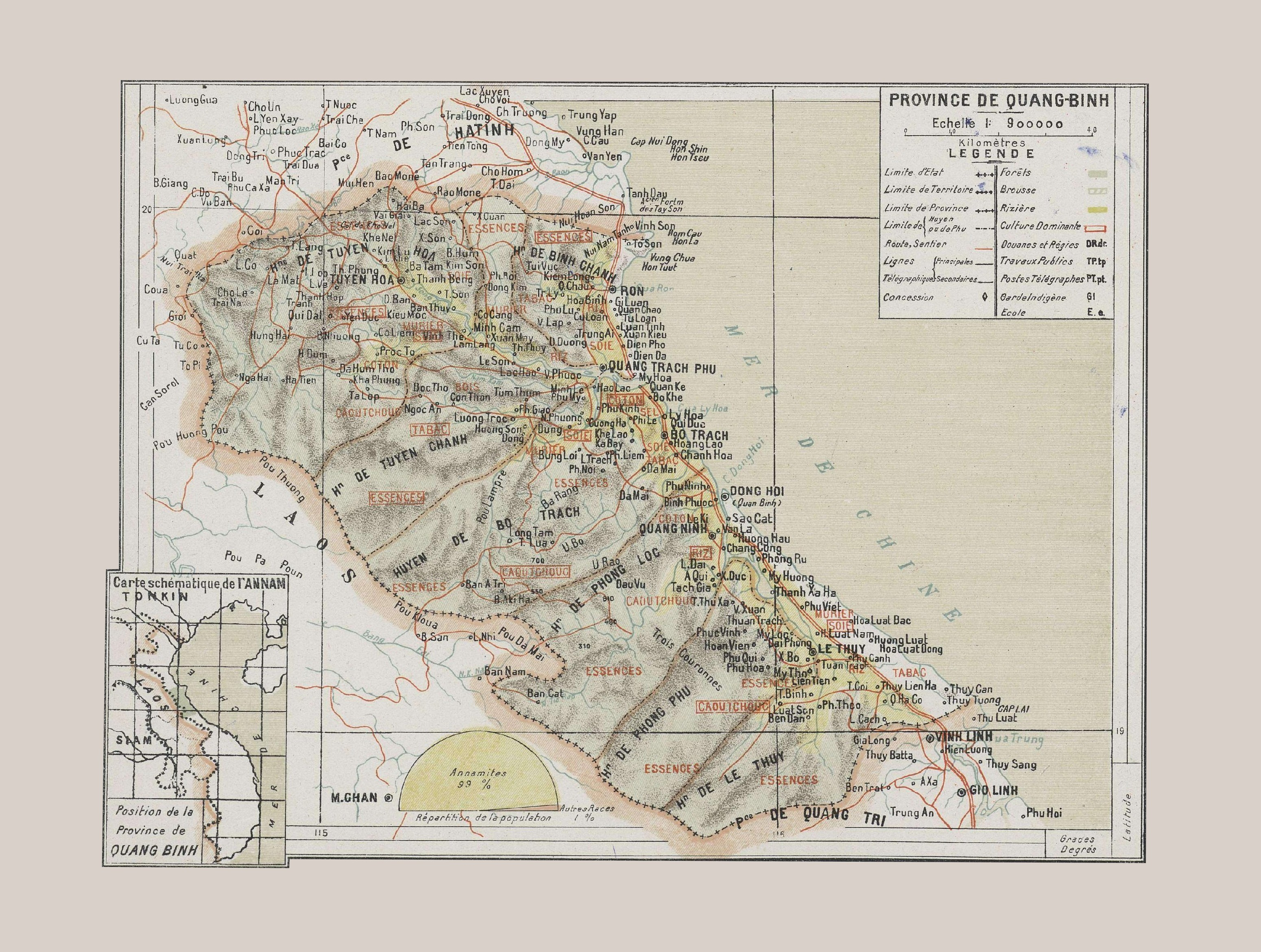
法属印度支那时期的廣平省地图

在雄王時代和文郎時代，廣平省地區屬於越裳部。秦朝時，秦始皇在此地設置象郡。秦末天下大亂，趙佗據有嶺南諸郡，建立南越國，廣平省一帶歸屬南越國。
西漢元鼎六年（前111年），漢滅南越國。在南越國故地設置十郡，廣平省屬於日南郡西捲縣。三國時期，吳國分西捲縣設壽泠縣。東晉永和二年（346年），林邑范文攻陷日南郡，與南朝以橫山為界。
隋大業元年（605年），隋朝平定林邑，在此地重設西捲、壽泠二縣，隸屬蕩州，不久更名為比景郡。隋朝末年，此地又被林邑佔據。林邑在此設置地哩州、布征州和麻令州。
越南李朝天貺寶象二年（1069年），李聖宗親征占城，擒獲占城國王制矩，制矩向李朝獻出地哩州、布征州和麻令州三州之地。李聖宗改地哩州為臨平州，布征州為布政州，麻令州為明靈州。招集流民前來居住。
龍符元化三年（1103年），占城國王制麻那入侵三州。次年（1104年），李常傑率大軍討伐占城，占城王再次獻出三州之地。
陳朝大治四年（1361年），陳裕宗任命范阿窗為臨平府知府，至遲此時臨平州已經陞為府。
隆慶三年（1375年），臨平府改為新平府，不久又改為新平路。胡朝時，又改為西平鎮。
屬明時期，明朝將此地設為新平府，轄二州九縣。
後黎朝初年，沿襲明朝行政區劃，但不久改新平府為新平路，主官為“路總管知府”，隸屬海西道。
光順十年（1469年），黎聖宗劃定天下版圖，重新設立新平府，轄二縣二州，分別為康祿縣、麗水縣、明靈州和布政州，隸歸順化承宣。
正治元年（1558年），黎朝命端郡公阮潢出鎮順化，阮潢後割據順化、廣南二處，新平府成為阮主治下領土。
弘定元年（1600年），為避黎敬宗黎維新諱，改新平府為先平府。
弘定五年（1604年），阮潢改先平府為廣平府，不久又在此設置廣平營。
德隆二年（1630年），阮主阮福源攻佔布政州南部，設置布政營（俗稱瓦營），與北方鄭主劃𤅷江為界。
福泰六年（1648年），阮主又在廣平設置武舍營（俗稱十營）。
在南北對峙時期，阮主先後在廣平修築長育壘（又名定北長城）和柴壘來抵禦北方進攻。
景興三十五年（1774年）冬，北方鄭主趁南方阮主國內爆發西山起義之時，派大軍南侵，佔領阮主大片國土。廣平首先被鄭主佔據，鄭主廢除了三營，只留駐洞海屯。
景興四十七年（1786年）冬，西山軍隊在阮惠帶領下驅逐了北方鄭軍，佔領廣平，也稱其為洞海。又將南北布政州合二為一，稱順政州。
西山景盛九年（1801年），阮福映攻佔廣平，廢除了顺政州，仍分為布政外州和布政內州，並將明靈州劃歸廣治營。以康祿縣、麗水縣二縣和布政內外二州复設為廣平營。
嘉隆五年（1806年），定廣平營為直隸營，隸屬京師，並改康祿縣為豐祿縣。
嘉隆十八年（1819年），將乂安鎮歸合州清朗冊劃歸布政外州。
明命三年（1822年），改布政內州為布政縣，布政外州為布政州。
明命七年（1826年），由廣平府兼理豐祿縣。
明命八年（1827年），改廣平營為廣平鎮。並改布政州為平政縣。
明命十二年（1831年），改廣平鎮為廣平省，轄一府四縣，廣平府改為廣寧府，布政縣改為布澤縣，另有平政縣、麗水縣和豐祿縣。
明命十五年（1834年），定廣平、廣治二省為北直。
明命十九年（1838年），析置豐登縣和明政縣，並增設廣澤府，兼理平政縣，統轄布澤和明政二縣。
嗣德四年（1851年），裁省官員。裁豐登縣衙，由廣寧府併攝；裁明政縣衙，由廣澤府併攝。
嗣德二十八年（1875年），摘明政縣上流總設為明化縣，歸廣澤府統轄。
建福元年（1884年），避建福帝諱，改豐登縣為豐富縣；同年建福帝去世，咸宜帝即位，避咸宜帝諱，再改明政縣和明化縣為宣政縣和宣化縣。
1948年1月25日，越南政府将各战区合并为联区，战区抗战委员会改组为联区抗战兼行政委员会。第四战区改组为第四联区，设立第四联区抗战兼行政委员会，广平省划归第四联区管辖。
1948年3月25日，北越政府废府、州改县。
第一次印度支那戰爭期間，法國空軍使用洞海空軍機場來進攻越南北部和寮國中部的越盟軍隊。1954年，越南以北緯十七度劃分為兩部分，廣平省屬于越南民主共和國。
1958年11月24日，胡志明签署敕令，自12月1日起撤销第四联区。广平省划归中央政府直接管辖。
越南戰爭時期， 廣平省靠近北纬十七度线。從1970年到1973年，廣平省被美國空軍飛砲臺B-52嚴重地攻擊、破壞。
1976年，越南統一，廣平、廣治和承天三省合為平治天省。廣平省区域包括洞海市社、布澤縣、麗水縣、廣寧縣、廣澤縣、宣化縣和明化縣1市社6县。
1977年3月11日，麗水縣和廣寧縣合併為麗寧縣，明化縣併入宣化縣。
1985年4月2日，丽宁县2社划归洞海市社管辖。
1989年6月30日，平治天省重新分设为承天顺化省、广治省和广平省；廣平省下辖洞海市社、布澤縣、麗寧縣、廣澤縣和宣化縣1市社4县，省莅洞海市社。
1990年6月1日，丽宁县分设为麗水縣和廣寧縣；宣化縣析置明化縣。
2004年8月16日，洞海市社改制為洞海市。
2013年12月20日，廣澤縣析置巴屯市社。
2025年7月1日併入廣治省後走入歷史。

## 行政區劃
广平省下辖1市1市社6县，省莅洞海市。
- 洞海市（Thành phố Đồng Hới）
- 巴屯市社（Thị xã Ba Đồn）
- 布澤縣（Huyện Bố Trạch）
- 麗水縣（Huyện Lệ Thủy）
- 明化縣（Huyện Minh Hóa）
- 廣寧縣（Huyện Quảng Ninh）
- 廣澤縣（Huyện Quảng Trạch）
- 宣化縣（Huyện Tuyên Hóa）

## 交通
廣平省境內有越南國道，長山國道和南北鐵路。省會洞海市的洞海機場，有胡志明市和河內航線。

## 著名人物
廣平省人杰地靈。
- 阮有鎰：阮主手下大將。
- 阮有鏡：阮有鎰之子，阮主手下武將。
- 阮久喬：阮主時期官員。
- 阮久逸：阮主時期官員。
- 張福奮：阮主時期官員。
- 武春謹：阮朝時期大臣，嗣德帝皇后武氏諧之父，恩封麗國公。
- 阮登洵：阮朝時期大臣。
- 吳廷可：法屬時期阮朝大臣。
- 吳廷琰：吳廷可之子，越南共和國首任總統。
- 武元甲：越南著名軍事家。

## 名勝古蹟
廣平省有美麗的海灘，被評為世界遺產的風牙者榜國家公園。

## 外部連結
- 廣平省電子信息門戶網站 （页面存档备份，存于）（越南文）